# Siek
Siek är en kommun och ort i Kreis Stormarn i förbundslandet Schleswig-Holstein i Tyskland.
Kommunen ingår i kommunalförbundet Amt Siek tillsammans med ytterligare fyra kommuner.